# Philip Roller
Philip Roller (in thailandese ฟิลิป โรลเลอร์; Monaco di Baviera, 10 giugno 1994) è un calciatore tedesco naturalizzato thailandese, difensore svincolato.

## Carriera

### Club
Ha giocato nella massima serie thailandese e nelle serie minori svizzere tedesche ad austriache.

### Nazionale
Tra il 2017 e il 2018 ha giocato 11 partite con la nazionale thailandese, realizzandovi anche una rete.